# Ходово (Берковићи)
Ходово је насељено мјесто у општини Берковићи, у Републици Српској, Босна и Херцеговина. Према попису становништва из 1991. у насељу је живјело 418 становника.

## Становништво
Према попису становништва из 1991. године, мјесто је имало 418 становника.
| Демографија | Демографија | Демографија |
| Година      | Становника  | Становника  |
| ----------- | ----------- | ----------- |
| 1948.       | 726         |             |
| 1953.       | 729         |             |
| 1961.       | 708         |             |
| 1971.       | 666         |             |
| 1981.       | 601         |             |
| 1991.       | 412         |             |